# Cyberduck
Cyberduck és una aplicació client de codi obert d'FTP i SFTP, WebDAV, Rackspace Cloud, Google Docs i Amazon S3 per als sistemes operatius Mac OS X i, des de la versió 4, Windows, editat amb llicència GPL. Cyberduck està escrit en llenguatge Java i fa servir l'interfaç d'usuari Cocoa. Suporta FTP/TLS (FTP segur sobre SSL/TLS), fent servir AUTH TLS així com sincronització de directori. L'usuari interacciona amb el GUI de l'aplicació Cocoa, incloent-hi la transferència de fitxer mitjançant 'arrossega i deixa anar' i les notificacions Growl. A més a més, pot obrir alguns arxius amb editors de text externs.
Cyberduck inclou un gestor de preferits i suporta els programes de Mac OS X Keychain i Bonjour networking. Inclou molts idiomes: anglès, txec, francès, finès, alemany, japonès, coreà, noruec, portuguès, eslovac, castellà, xinès (tradicional i simplificat), rus, suec, hongarès, danès, polonès, indonesi, català, gal·lès, tailandès, turc i hebreu.